# Lion Toys
Lion Toys is een Nederlandse fabrikant van modelauto's. Het bedrijf is sinds mei 2010 eigendom van Tekno.
Het merk werd in 1946 opgericht door Arie van Leeuwen. Men begon aanvankelijk met spoorbanen uit blik, maar legde zich ook toe op modelauto's. De eerste modelauto was overigens geen DAF, zoals velen denken, maar een Volkswagen Kever. Later volgden onder meer een Renault Dauphine, Opel Rekord, DKW 3=6 en de welbekende DAF'jes.
Daarnaast maakte het een Renault-fourgon. Na het stopzetten van de DAF-autoproductie is Lion Toys zich volledig gaan richten op vrachtauto's. Bijna alle DAF-modellen zijn vertegenwoordigd in het Lion-gamma. Ook andere merken, zoals Mercedes-Benz, Scania, Volvo, Iveco en MAN, zijn vertegenwoordigd.
Een ander metier van Lion is de fabricage van autobussen. Zo worden de oude Hainje-stadsbus (CSA), een Berkhof Jonckheer SB250 en een Phileas geleverd. Inmiddels is ook een Berkhof Ambassador 200 aan het gamma toegevoegd.